# Verwaltungswiki
Das Verwaltungswiki (BKA-Wiki, BKAwiki) ist eine Dokumentationsplattform des österreichischen Bundeskanzleramts zu Themen der öffentlichen Verwaltung.

## Aufbau und Entwicklung
BKA-Wiki wurde vom Bundeskanzleramt gegründet und wird auch dort betrieben und betreut. Es wurde zusammen mit dem Verfassungsdienst und der Steiermärkischen Landesregierung aufgebaut.
Die Website ist seit 2006 in Betrieb. Sie entstand im Rahmen der österreichischen e-Government-Initiative (Digitales Österreich). Die ersten Inhalte beschäftigten sich mit dem ab 2007 laufenden Projekt Digitale Langzeitarchivierung, das vom Bundeskanzleramt, dem Österreichischen Staatsarchiv und der Österreichischen Nationalbibliothek betrieben wird (Netzwerk Dig:LA), indem die Dokumentation der Wissensbasis hier erstellt wurde. Sukzessive kamen weitere Themen hinzu.
2013 wurde eine behördeninterne Rubrik Internationale Rechtshilfe eingerichtet, die „den Behörden des Bundes und der Länder die Durchführung grenzüberschreitender Verwaltungs(straf)verfahren und die Strafvollstreckung erleichtern soll.“ Dieses wurde beim (verwaltungsinternen) Österreichischen Verwaltungspreis 2016 anerkennend genannt.
April 2015 verzeichnete die Webseite 1,5 Millionen Zugriffe.

## Umfang und Leistung
Die Webseite dient „zur Dokumentation gemeinsamer Inhalte über die Grenzen von Verwaltungsorganisationen hinweg und soll auf diese Art den Kern für den Wissenstransfer in der öffentlichen Verwaltung bilden.“ Sie steht für „unterschiedlichste Dokumentations- und Kommunikationsaufgaben“ auf Bundes-, Länder- und Gemeindeebene zur Verfügung.
Die Teilnahme ist kostenlos. Die Webseite basiert auf einem MediaWiki-System, das die freie Bearbeitung für angemeldete Benutzer ermöglicht.
Die Inhalte umfassen Artikel zu Themen wie E-Government, die digitale Langzeitarchivierung (Q-LA), den elektronischen Austausch von Verwaltungsinformationen (ELAK; EDIAKT/EDIDOC), E-Democracy, oder zur Barrierefreiheit. Behördenintern sind etwa die Dokumentation zur Bundesclient-Architektur, dem standardisierten IT-Büroarbeitsplatz in der Bundesverwaltung, wie er mit dem IKT Konsolidierungsgesetz (§ 2 IKTKonG) 2012 eingeführt wurde, und die Plattform Internationale Rechtshilfe.